# Mario & Luigi: Superstar Saga
Mario & Luigi: Superstar Saga, cunoscut în Japonia ca Mario & Luigi RPG (マリオ＆ルイージRPG?), este un joc video de rol dezvoltat de AlphaDream și distribuit de Nintendo pentru Game Boy Advance în 2003.  Superstar Saga este primul joc din seria Mario & Luigi, urmat de trei continuări: Mario & Luigi: Partners in Time, dezvoltat pentru Nintendo DS în 2005, Mario & Luigi: Bowser's Inside Story, dezvoltat în 2009, tot pentru DS și Mario & Luigi: Dream Team, desvoltat în 2013, pentru 3DS.

## Povestea
Povestea începe când o vrăjitoare, pe nume Cackletta și "mâna ei dreaptă" Fawful fură vocea prințesei Peach pentru a trezi Beanstar, cu care vor să conducă lumea. Dar acest lucru a fost pus la punct de către  prințul peasley și regina fasole (queen bean) fără știrea lui Mario și Luigi. Ei pleacă într-o călătorie ca să o oprească. Pe parcursul ei învață noi mișcări, cum ar fi: high jump cu care pot sări pe locuri mai înalte; spin jump cu care pot sări peste prăpastii mai lungi și multe altele, întâlnesc noi prieteni și primesc noi abilități de exemplu thunder hand cu care Luigi (doar el) poate crea fulgere cu mâna goală. Un lucru greu de crezut este că Bowser, inamicul principal al lor le este aliat în acest joc, dar totuși dispare repede din el. Însă Cackletta și Fawful nu se lasă ușor și le pun tot felul de piedici. De exemplu, majoritatea prietenilor sunt transformați în monștri de către Clacketa.

## Locațiile
- Mushroom Kingdom
- Koopa Cruiser
- Stardust Fields
- Hoohoo Village
- Hoohoo Mountain
- Beanbean Castle Town
- Beanbean Castle
- Chucklehuck Woods
- Woohoo Hooniversity
- Beanbean Airport
- Teehee Valley
- Little Fungitown
- Guffawha Ruins
- Oho Oasis
- Oho Ocean
- Oho Ocean Seabed
- Gwarhar Lagoon
- Yoshi Theater
- Joke's End
- Bowser's Castle